# Dianthus bessarabicus
Dianthus bessarabicus är en nejlikväxtart som först beskrevs av Jurij Kleopov och som fick sitt nu gällande namn av Michail Klokov.
Dianthus bessarabicus ingår i släktet nejlikor och familjen nejlikväxter. Inga underarter finns listade i Catalogue of Life.